# Parafia Matki Bożej Królowej Rodzin w Borówcu
Parafia Matki Bożej Królowej Rodzin w Borówcu – rzymskokatolicka parafia miejsko-wiejska.

## O parafii
Parafia należąca do archidiecezji poznańskiej (dekanat Kórnik) powstała w 2006. Spowiedź Święta odbywa się pół godziny przed mszą, a w pierwszy czwartek i piątek miesiąca przez godzinę przed Mszą (w piątek także po nabożeństwie). Dniem wieczystej adoracji jest w parafii 15 marca. Adoracja Najświętszego Sakramentu prowadzona jest także w pierwszy czwartek miesiąca, pół godziny przed mszą, a w pierwszy piątek miesiąca przed i po wieczornej Mszy świętej. Namaszczenie chorych i ludzi starszych sprawowane jest w pierwszą sobotę miesiąca. Chrztu dzieci dokonuje się w drugą sobotę i czwartą niedzielę każdego miesiąca. Systematycznie co miesiąc, w dzienną rocznicę śmierci Sługi Bożego Jana Pawła II, o godzinie 21.00 parafianie spotykali się na wspólnej modlitwie w intencji beatyfikacji zmarłego papieża.
Na terenie parafii spotykają się członkowie grup Żywego Różańca, młodzież z „kręgów biblijnych”, członkowie „scholi”, działa też Dziecięce Kółko Misyjne oraz Borówiecka Młodzież Wiejska (BMW).
Borówiecka Młodzież Wiejska to grupa powstała 14 sierpnia 2012 r. skupiająca zaangażowanych w życie parafialne młodych ludzi. Zajmują się organizacją modlitw odpowiednich do okresu liturgicznego. Co sobotę po Mszy Św. wieczornej prowadzą modlitwy Taize połączone ze skupieniem.
W kaplicy odbywają się także nabożeństwa fatimskie, do św. Antoniego, nowenna do Matki Bożej Nieustającej Pomocy, a od maja do października w każdym trzynastym dniu miesiąca odbywa się procesja różańcowa z figurą Matki Bożej Fatimskiej.
Do lokalnej tradycji wpisała się organizowana każdego roku w drugą niedzielę czerwca „Parafiada”, a także uroczyście obchodzony Dzień Wojska Polskiego i msza Hubertowska odprawiana w trzecią niedzielę października. Przy parafii działa ośrodek rekolekcyjny „Betania”. 